# Високович Володимир Костянтинович
Володи́мир Костянти́нович Високович (нар. 2 (14) березня 1854, Гайсин, Україна — 13 (26) травня 1912) — патологоанатом, бактеріолог, епідеміолог, доктор медицини, професор.

## Життєпис
Народився 2 (14 березня) 1854 року в Гайсині. У 1871 році Високович завершив навчання в Першій харківській гімназії із золотою медаллю, і вступив до Харківського університету на медичний факультет, закінчив навчання в 1876 році. Залишений як вибраний стипендіат при університеті. У зв'язку з російсько-турецькою війною 1877—1878 років його мобілізували як військового лікаря і відправили на Кавказ; у шпиталях Тіфліса, Абастумані, Єревана набував фаху прозектора й ординатора. У 1878 році Високовича відрядили до Харкова в клініки університету, 1879 року його направили до клінік Харківського військового шпиталю. У 1880 році медичний факультет Харківського університету обрав лікаря Високовича на 2 роки як стипендіата (на сьогодні — докторанта) — задля приготування до професорського звання по предмету «патологічна анатомія». У 1881 році стипендіат Високович склав екзамен на ступінь доктора медицини — дисертація «О заболевании кровеносных сосудов при сифилисе», після прилюдного захисту дисертації в травні 1882 року йому присудили відповідний науковий ступінь (рос. «Университетским советом в степени доктора медицины»). З 1884 року — професор Харківського університету, з 1895 — в Київському університеті.

### Київський період

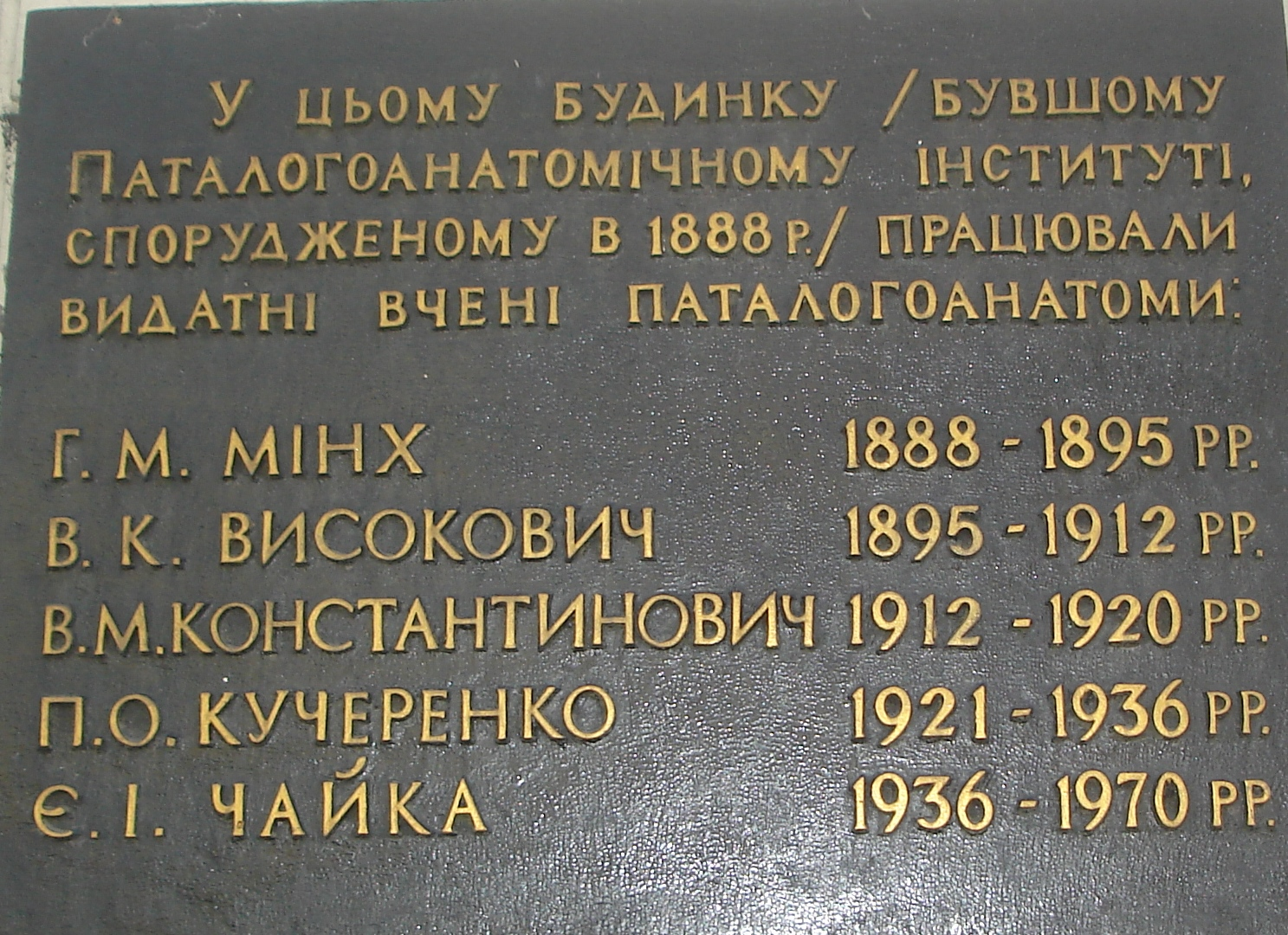
Меморіальна дошка Володимиру Високовичу на будинку колишнього Патологоанатомічного інституту (Київ, бульвар Шевченка, 17)

Могила Володимира Високовича

У Києві по переїзду з Харкова професор Високович очолив кафедру патологічної анатомії — Патологоанатомічний інститут (заснований з ініціативи професора Г. М. Мінха у 1887 році) і насамперед продовжив науково-творчі зв'язки Патологоанатомічного інституту Університету святого Володимира із патологоанатомічними інститутами університетів Німеччини та Чехії.
У 1895 році разом з професорами Лешем, Садовенем і В. Д. Орловим очолив перший хіміко-мікроскопічний кабінет при Товаристві київських лікарів.
У 1901 році читав лекції з бактеріології та патанатомії чуми в рамках курсу підвищення кваліфікації київських лікарів щодо цього захворювання У 1903 році увійшов до складу комісії Київського університета, яка розглянула вимогу Товариства захисту тварин обмежити досліди на тваринах У 1906 році очолив комісію курсів для підвищення кваліфікації лікарів.
У Києві 1908 року Володимир Високович створив кафедру патологічної анатомії Жіночого медичного інституту і очолював її до 1911 року. В 1910 році був директором (за сумісництвом) Київського Бактеріологічного інституту (нині — Інститут епідеміології та інфекційних хвороб імені Л. В. Громашевського НАМН України).
Помер на 59-му році життя 26 травня 1912 року. Поховали його у Києві на Байковому кладовищі (друге польське кладовище, ділянка № 7). Товариші, друзі й шанувальники Володимира Костянтиновича Високовича спорудили мистецький надгробок із чорного лабрадориту з портретом небіжчика у ніші медальйонної форми.

### Родина
Одружився з вдовою лікаря Ольгою Володимирівною Ковалевською, уродженою Олександровою, яка мала від першого шлюбу сина Леоніда 1876 року народження. У них народилися сини Євгеній (1887), Миколай (1889) та дочка Ніна (1880).

## Наукові дослідження
У дослідженні дисертаційного матеріалу докторант Високович застосовував новий метод — мікротомні зрізи із фіксованих тканин. Науковець виявив, що при розростанні інтими артерій мозку при сифілісі «стойкие клеточные злементы соединительной ткани образуются не из лейкоцитов, а из подвижных фибробластов — гистиогенного, а не кровяного происхождения» — це були переконливі дані патологічної гістології сифілітичного ендартериїту докази гістогенезу грануляційної тканини. Дисертація відкривала авторові шлях на кафедру патологічної анатомії університету і створила йому європейське ім'я. У березні 1884 р. доктора медицини Високовича відрядили в Німеччину та Францію. Вчений знав німецьку мову і розумів французьку, завдяки чому він міг спілкуватися з багатьма відомими європейськими науковцями, друкувати свої наукові праці.
Працюючи в німецькій лабораторії Флюгге розробив експериментальну модель інфекційного ендокардиту.
Щодо мікроорганізмів, упорснутих у кров теплокровних тварин, автор дійшов наступних висновків:
- неушкоджені тканини і органи тварин непрохідні для мікроорганізмів;
- мікроорганізми швидко зникають з крові в паренхіматозних органах, тому що їх захоплюють фагоцити — фіксовані сполучно¬тканинні елементи, ендотеліальні клітини капілярів і речовина між ендотелієм.

Зробив низку відкриттів у галузях патологічної анатомії, бактеріології та епідеміології. Удосконалив методи імунізації проти чуми, сибірки, правця, черевного тифу.
Високович розробив вчення про ретикуло-ендотеліальну систему (нині її називають системою мононуклеарних фагоцитів).
Одним із перших опрацював проблему фагоцитозу.
Його вважають засновником харківської школи патологоанатомів.
Брав активну участь у боротьбі з багатьма епідеміями чуми, зокрема епідемія чуми в Бомбеї в 1896-1897 роках. У 1908 році очолив боротьбу з холерою в Києві.
1901 року вперше описав з території України випадок альвеолярного ехінококозу, спричиненої гельмінтом Echinococcus multilocularis.

## Нагороди і титули
- Колезький радник
- Орден Святої Анни 3-го ступеня
- Орден Святого Станіслава 3-го ступеня
- Темнобронзова Медаль «На згадку про війну 1877–1878 років»